# 서울 약사사 삼층석탑
서울 약사사 삼층석탑(서울 藥師寺 三層石塔)은 서울특별시 강서구 개화동 약사사에 있는, 고려시대에 만들어진 것으로 추정되는 석탑이다. 1980년 6월 11일 서울특별시의 유형문화재 제39호로 지정되었다.
개화산 중턱에 자리잡고 있으며, 원래부터 약사사의 뜰 가운데 있던 정중탑(庭中塔)이다. 현재는 약사사 신축법당 앞에 세워져 있다.

## 조성 시기와 특징
약사사 삼층석탑은 전체적인 면에서 볼 때 기존의 모습을 형식적으로만 따르고 있음을 알 수 있는데, 이로 미루어 보아 이 석탑은 불교미술이 다소 퇴화해 가던 고려후기에 조성된 것으로 추정해 볼 수 있다. 약사사 삼층석탑은 비록 전체적인 양식이 훌륭한 편은 못되지만, 고려 중기 이후 탑의 변천과정을 알 수 있게 해 주는 좋은 자료가 되는 작품이기에 그 가치가 있다.

## 구조
약사사 삼층석탑은 높이는 약 4미터 정도이고 단층의 기단 위에 삼층의 탑신으로 구성되어 있으며, 상륜부는 전부 소실된 상태이다.
기단석은 한 장의 널찍한 판돌인데 지대석 위에 각 면마다 한 장씩 놓여 있다. 기단의 면석에는 우주와 탱주가 모두 생략되어 있고 아무런 장식도 찾아 볼 수 없어 그냥 큰돌을 갖다 놓은 듯하다. 기단의 상층 갑석도 한 장의 돌로 간단하게 이루어져 있고, 중앙에 옥신받침이 있기는 하나 매우 간략화 된 형태이다.
탑신부는 옥신과 옥개석이 각각 하나의 다른 돌로 구성되어 있으며, 탑신 양쪽에는 우주가 모각되어 있다. 초층의 탑신이 2층과 3층의 탑신보다 높은 반면, 2층과 3층은 별다른 체감을 보이고 있지 않다. 옥개석은 두껍고 옥신에 비해 넓은 편이다. 옥개받침은 5단으로 형식적으로 조출되어 있고, 낙수면의 경사는 완만하게 흐르고 있다. 추녀 밑은 수평으로 전개되어 가고 있고, 낙수면 끝의 반전은 거의 일어나고 있지 않다. 옥개석만을 두고 본다면 굉장히 무거운 느낌을 줄 수 있지만, 비교적 탑의 높이가 높고 길쭉한 형태를 하고 있어 전체적으로 볼 때는 그 느낌이 반감된다.
상륜부는 노반석부터 소실되어 그 이상의 것이 하나도 남아있지 않는 상태이다.

## 약사사

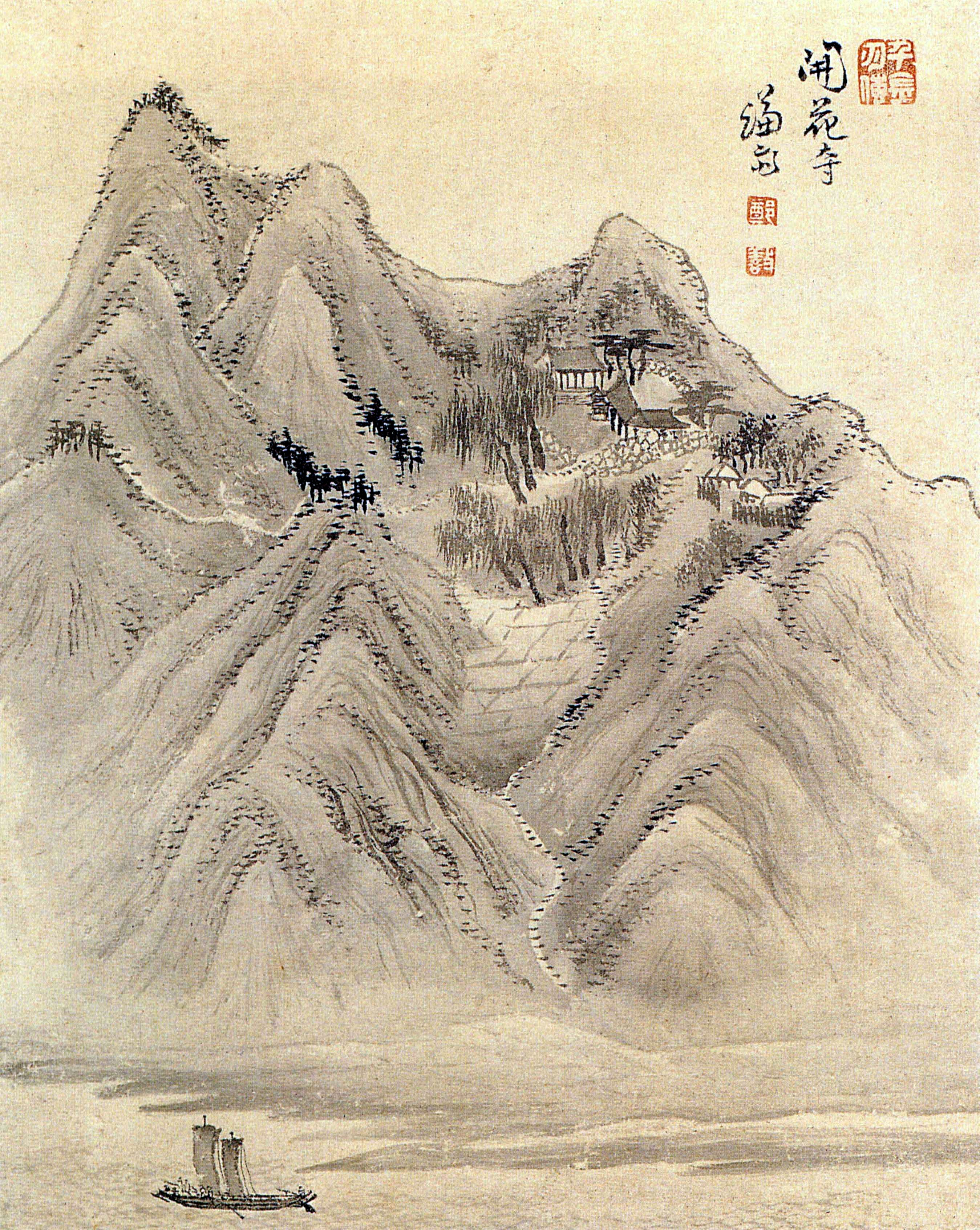
정선이 그린 《개화사》, 한강 북쪽에서 바라본 모습이다.

이 탑이 전해지고 있는 약사사는 조선후기 순조 이전까지 개화사(開花寺)로 불리다가 그 이후 약사사라 명칭이 바뀐 사찰이다. 조선후기에 쓰여진 《양천읍지》(陽川邑誌)에 의하면 이 곳이 신라시대의 사찰이라 전하고 있으나 구체적으로 언제 창건되었는지는 알 수 없는 실정이다. 그러나 조선초기에 쓰여진 《신증동국여지승람》에 개화사가 보이고 있고, 이 절의 삼층석탑과 더불어 서울시 유형문화재로 지정된 관음보살상 역시 고려후기의 양식적 수법을 보이고 있는 것을 통해 볼 때, 늦어도 고려시대부터 법등이 이어져 왔다고 할 수 있다.

## 사진

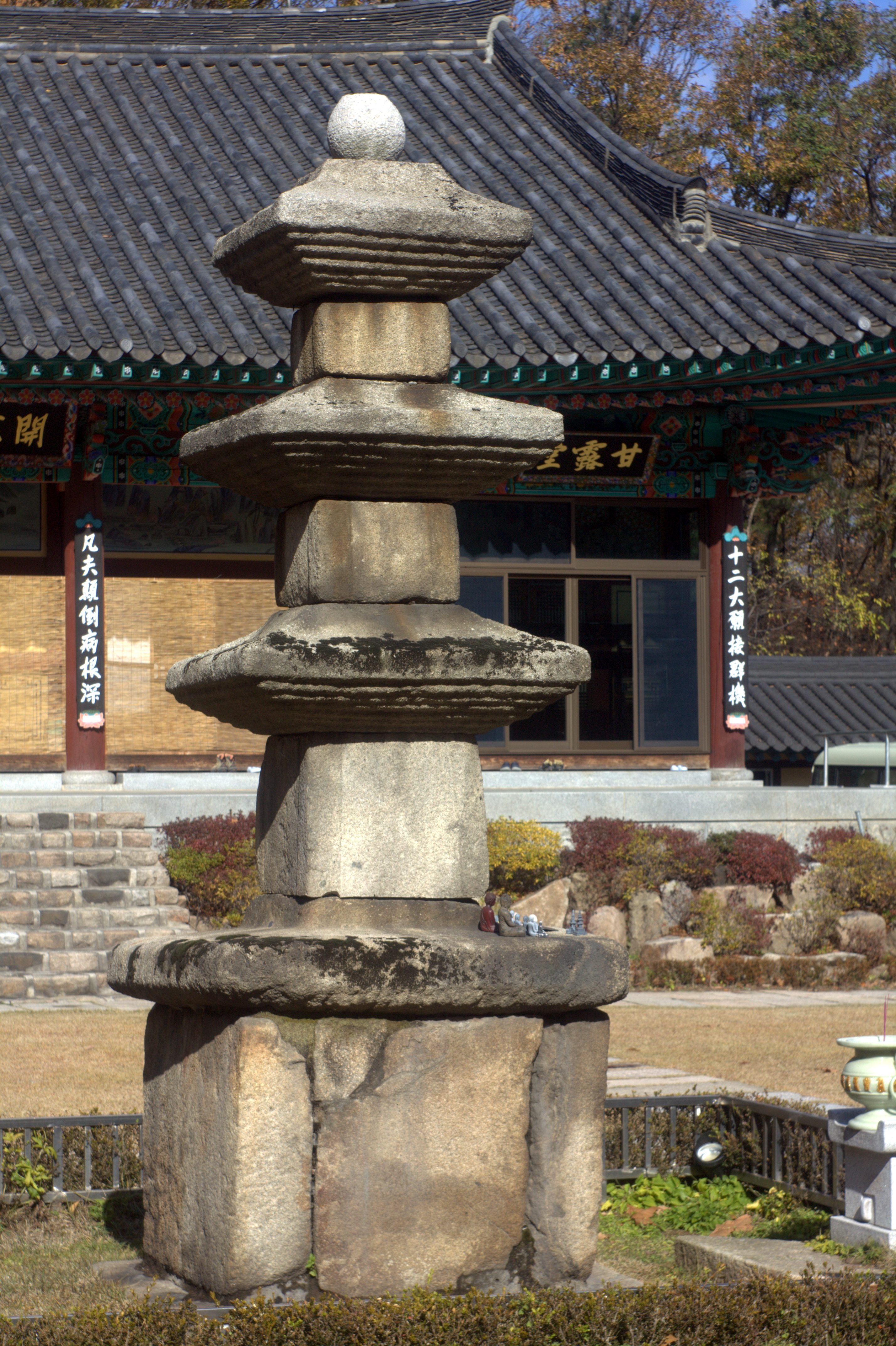
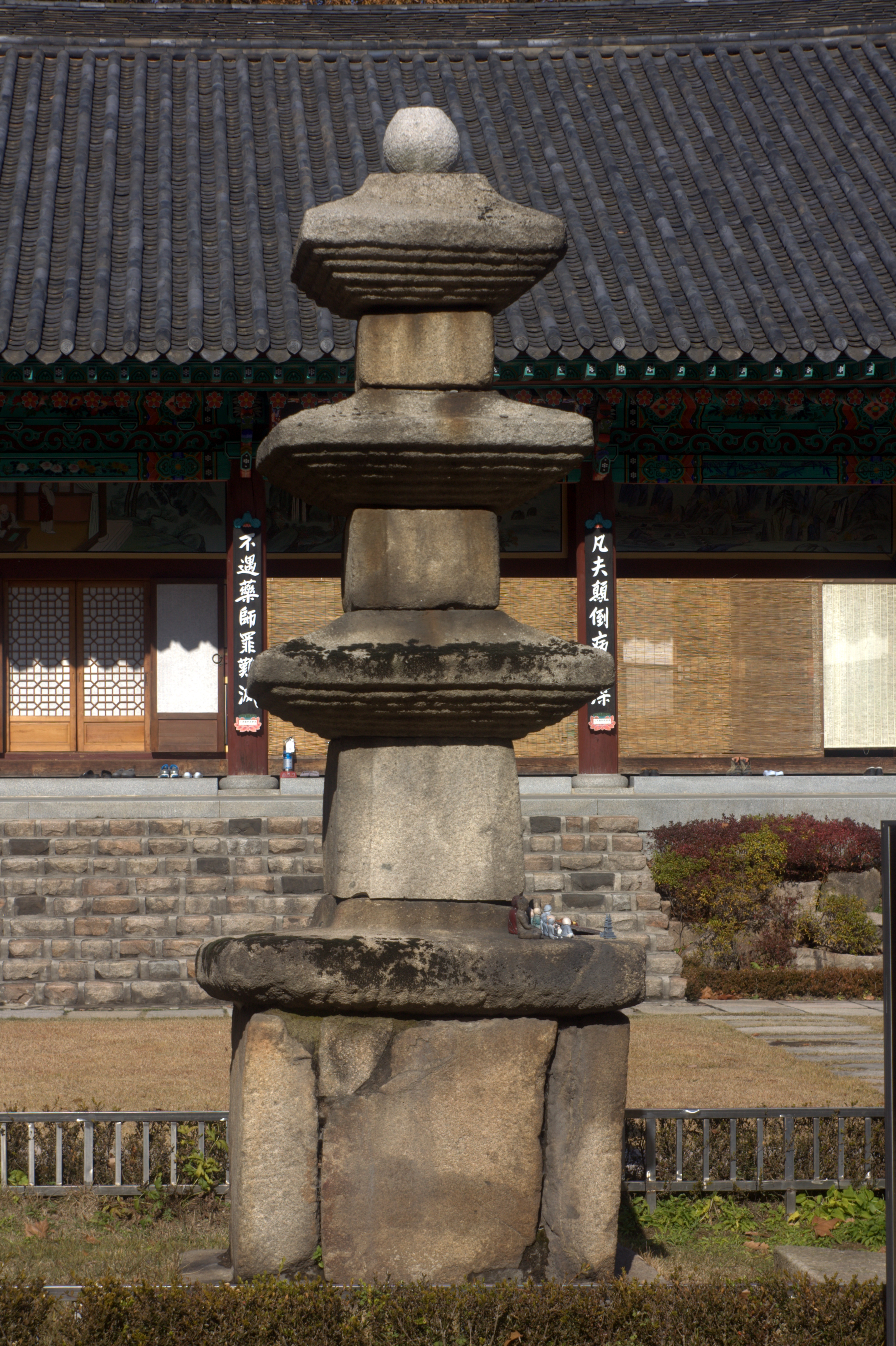
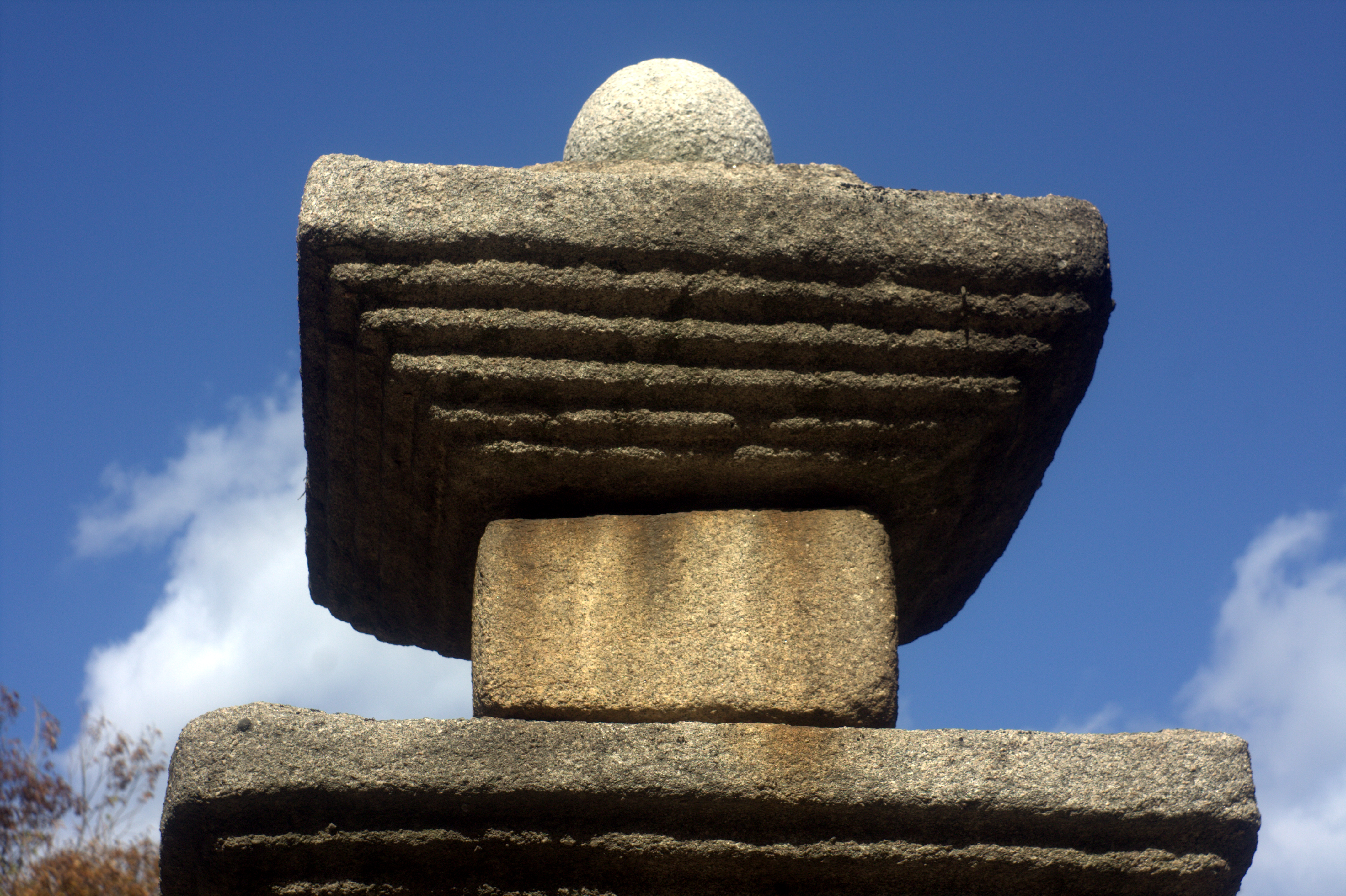
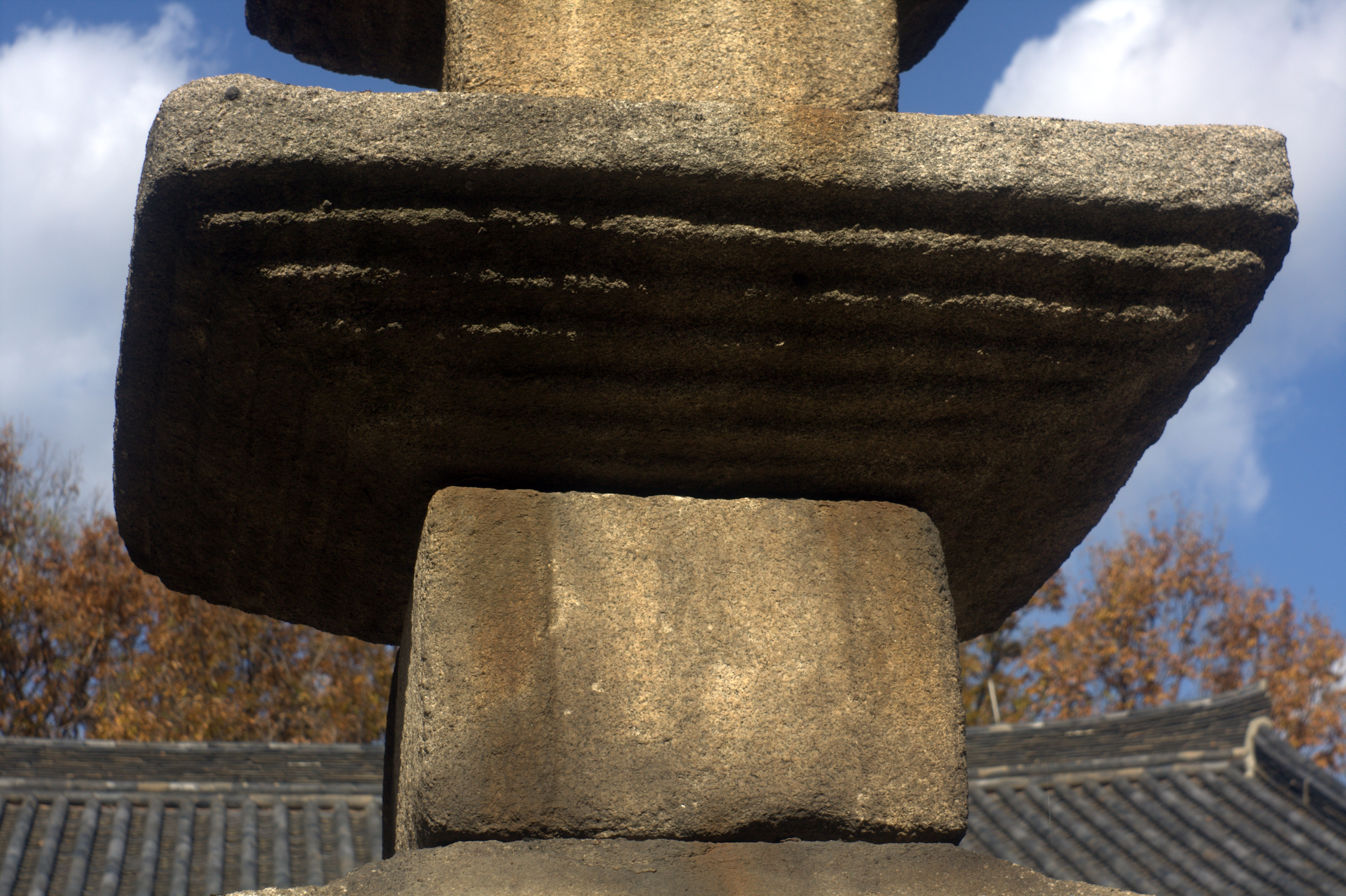

## 참고 자료
- 서울 약사사 삼층석탑 - 국가유산청 국가유산포털

 본 문서에는 서울특별시에서 지식공유 프로젝트를 통해 퍼블릭 도메인으로 공개한 저작물을 기초로 작성된 내용이 포함되어 있습니다.